# Karl Weiser (Schauspieler)

Karl Weiser

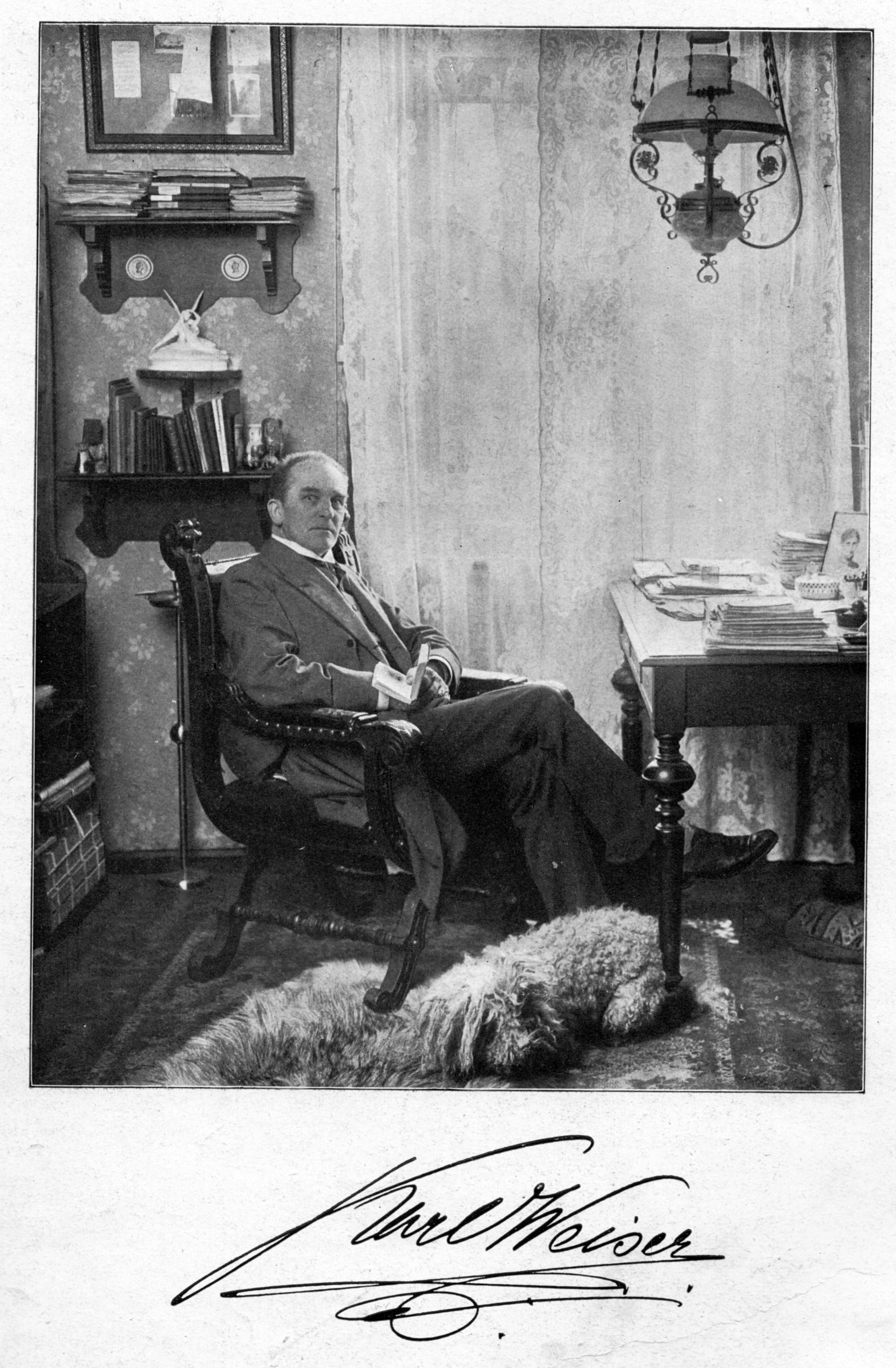
Karl Weiser, ca. 1908

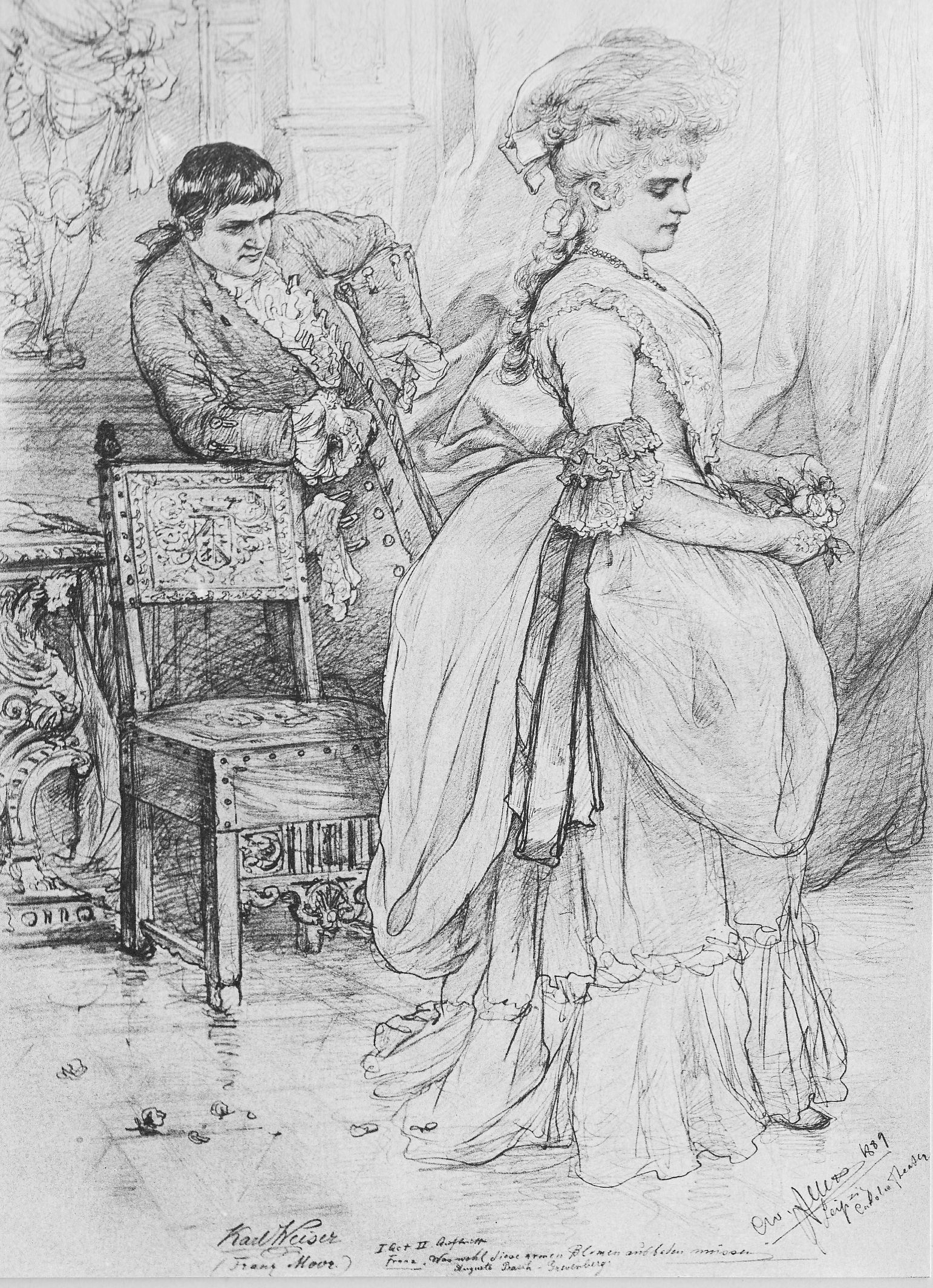
Karl Weiser (als Franz Moor) und Auguste Prasch-Grevenberg, 1889, von C.W. Allers

Karl Weiser, auch Carl Weiser, (* 29. Juli 1848 in Alsfeld, Hessen; † 30. Juli 1913 in Weimar) war ein deutscher Schauspieler und Schriftsteller.

## Leben
Weiser war der Sohn eines theaterbegeisterten Kaufmanns; seine Mutter war die Tochter des Schauspielers Julius Weidner und ein Onkel mütterlicherseits war der Schauspieler Theodor Weidner. Nach den Wünschen seiner Familie sollte Weiser Theologie studieren. Als er in seiner Heimatstadt seine Schulzeit absolviert hatte, schloss er sich gegen den Willen seiner Familie einer Wanderbühne an.
Nach ersten kleinen Erfolgen dort konnte Weiser 1866 am Theater Freiburg in der Rolle des Attinghausen debütieren. Diesen Erfolg erlebte Hermann Hendrichs und empfahl ihn Rudolf Cerf vom Victoria-Theater in Berlin. Nach kurzer Zeit dort kam Weiser bei den Vereinigten Theater von Memel und Tilsit unter Vertrag und von dort bereits im Herbst 1867 Von dort ans Stadttheater Königsberg. Im darauffolgenden Jahr ging er ans Stadttheater von Frankfurt (Oder).
Bei der Mobilmachung anlässlich des Deutsch-Französischen Kriegs wurde Weiser eingezogen und kämpfte u. a. in der Schlacht von Sedan und nahm an der Belagerung von Paris 1870/71 teil.
Nach Kriegsende spielte Weise wieder Theater, in Chemnitz, in Gera (1872) und 1873 holte man ihn an das Theater nach Karlsruhe, wo er bis 1880 Mitglied des Ensembles war. Als er in diesem Jahr ein Gastspiel gab – was ihm lt. Vertrag untersagt war – musste er das Theater verlassen. Er ging daher für zwei Jahre nach Hamburg und 1882 warb ihn Herzog Georg II. von Sachsen-Meiningen persönlich für sein Theater ab. Bis 1892 lebte und wirkte Weiser als Schauspieler am Meininger Theater und war nach eigenem Bekunden sehr stolz ein Meininger zu sein.
Im Frühjahr 1892 beendete Weiser sein Wirken in Thüringen und ließ sich in die USA verpflichten. Nach großen Erfolgen in New York und Chicago kehrte er nach Deutschland zurück und ließ sich in Weimar nieder. Am dortigen Hoftheater wirkte er als Regisseur, wo er kurze Zeit später bereits zum Oberregisseur avancierte.
1910/11 zog sich Weiser krankheitshalber von der Bühne zurück und starb einen Tag nach seinem 68. Geburtstag am 30. Juli 1913 in Weimar und fand dort auch seine letzte Ruhestätte.
Verheiratet war Karl Weiser mit seiner Kollegin Emma Bender.

## Rezeption
Bereits als Schüler verfasste Weiser sein Drama „Karl der Kühne“, das ebenso auf der Bühne gefiel wie sein „Friedrich der Große und Maria Theresia“. Sein Liederzyklus „Lust, Liebe und Leben“ entstand im Überschwang der allgemeinen Kriegsbegeisterung und wurde im Stil Ernst Moritz Arndts gehalten. Äußerst kontrovers wurde hingegen sein zuvor veröffentlichtes Werk „Das hohe Lied meiner Liebe“ diskutiert, da es sich – lt. Untertitel – um ein erotisches Gedicht handelte.
Sein Drama „Nero“, 1883 veröffentlicht, war bereits zwei Jahre zuvor unter dem Titel „Am Markstein der Zeit“ inszeniert worden. Weiser publizierte sein gesamtes literarisches Schaffen unter seinem eigenen Namen; einzige Ausnahme dabei ist sein Schauspiel „Rabbi David“, welches unter dem Pseudonym P.W.N.v.S. erschienen war.

„Als dramatischer Schauspieler und Dichter gleich befähigt, durch bewegte Lebensschicksale mehrfach in den Vordergrund des allgemeinen Interesses getreten, jedenfalls zu denjenigen Mitgliedern unserer Bühnenwelt, welche mehr als die Träger vorübergehender Erfolge, die Beachtung der weitesten Kreise verdienen“

## Werke
Anderes
- Parenthesen. 1900.
- Prophetentod. 1905.

Biographie
- Zehn Jahre Meiningen. 1904.

Erzählungen
- Ein genialer Kerl. Novellen. 1893.
- König Blaubart. Novellen. 1881.
- Das Münster zu Straßburg. Gedichte. 1873.

Lyrik
- Erotika. Gedichte. 1889.
- Das hohe Lied meiner Liebe. Erotische Gedichte. 1869.
- Königsberger Blutgericht. Gedichte. 1870.
- Licht! Liebe! Leben! Gedichte. 1878.
- Tagebuchblätter der Liebe. Gedichtzyklus.
- Weiber, Helden und Narren. Gedichte. 1901.

Theaterstücke
- Auf dem Parnaß. Drama. 1876.
- Damon und Phintias. Drama. 1901.
- Friedrich der Große und Maria Theresia. Drama.
- Hutten. Drama. 1897. (Musik: Adolf Emge, 1900)
- Jesus. Tetralogie. 1906 (Herodes der Große, Der Täufer, Der Heiland, Jesu Leid).
- Kaiserträume.
- Karl der Kühne und die Schweizer. Drama. 1873.
- Loki. Drama. 1901.
- Das Mammut. Ein satirisches Drama.
- Maximilian von Mexiko. Schauspiel.
- Nero. Tragödie. 1883 (früherer Titel: Am Markstein der Zeit. Drama).
- Penelope. Lustspiel. 1896.
- Reineke Fuchs. Satirisches Schauspiel. 1901.
- Wucherer. Drama. 1884.
- Rabbi David. Schauspiel in fünf Aufzügen. 1894.
- Zu Grunde. Drama. 1898.

## Rollen (Auswahl)
- Werner von Attinghausen – Wilhelm Tell (Friedrich Schiller)
- Uriel – Uriel da Costa (Karl Gutzkow)
- Hamlet – Hamlet (William Shakespeare)
- Franz Moor – Die Räuber (Friedrich Schiller)
- Lear – König Lear (William Shakespeare)
- Richard II. – Richard II. (William Shakespeare)
- Richard III. – Richard III. (William Shakespeare)
- Orest – Iphigenie auf Tauris (Johann Wolfgang von Goethe)
- Brutus – Julius Cäsar (William Shakespeare)
- Cyrano – Cyrano de Bergerac (Edmond Rostand)
- Johann-Georg – General-Feldoberst (Ernst von Wildenbruch)
- Graf Thorane – Der Königsleutnant (Karl Gutzkow)